# セネガル

セネガル共和国
République du Sénégal

国の標語：Un Peuple, Un But, Une Foi
 (仏語: 1つの国民、1つの目標、1つの信念)
国歌：Pincez Tous vos Koras, Frappez les Balafons（フランス語）
コラを弾け、バラフォンを叩け

セネガル共和国（セネガルきょうわこく、フランス語: République du Sénégal [ʁepyblik dy seneɡal]）、通称セネガルは、西アフリカ、サハラ砂漠西南端に位置する共和制をとる国家。北東にモーリタニア、東にマリ、南東にギニア、南にギニアビサウと国境を接している。また、ガンビア川の岸に沿った細長い国土を持つガンビアとも国境を接し、セネガルは同国を陸上から囲んでいる。これによってセネガルの南部のカザマンス地方は、残りの地域から隔てられている。西は大西洋に面し、カーボベルデと海上の国境を接している。領内にはアフリカ大陸最西端で、カーボベルデの国名の由来となっているベルデ岬を抱えている。

## 概要
セネガルは旧世界（アフロ・ユーラシア）の大陸部における最西の国である。
国名の由来は東と北の国境となるセネガル川にある。川の名前はセネガル川付近に住む人びとが「セナガ」や「ゼナガ」と呼ばれていたことに由来し、その人びとが住む土地としてセネガル（Senegal）という名称がいつしか生まれた。なお、「Senegal」という国名はウォロフ語で「我々の船」を意味する「Sunu Gaal」に由来するとしばしば言われているが、確証のある説ではない。
かつて支配を受けたフランスとの関係は深く、フランコフォニー国際機関に加盟している。
なお、首都のダカールはかつてのパリ・ダカール・ラリーの終着点として知られている。

## 国名
正式名称は公用語であるフランス語で、République du Sénégal（レピュブリク・デュ・セネガル）と言う。通称、Sénégal。
公式の英語表記はRepublic of Senegal [ˌsɛnɨˈɡɔːl, -ˈɡɑːl] ( 音声ファイル)。
日本語の表記は、セネガル共和国。通称、セネガル。
国内で広く通用するウォロフ語では Réewum Senegaal （レーウム・セネガール）といい、日本語でも「セネガール」と表記することがある。

## 歴史

### 古代諸王国
旧石器、および新石器時代の遺跡が見つかっており、そのころから人類が居住していたことが分かっている。
セネガル川の中流、下流域は9世紀以降、北アフリカのマグリブ地方のイスラーム王国との交易で栄え、ガーナ王国、テクルール王国（トゥクロール族、800年代 - 1285年）、ジョロフ王国が成立した。とりわけ、テクルール王国にはアルモラヴィド（ムラービト朝）の影響で11世紀にイスラム教が伝来し、王侯貴族を中心にイスラム化が進んだ。その後、マリ帝国（1240年 - 1473年）の影響の下で、14世紀から16世紀にかけてウォロフ人のジョロフ王国などの勢力が台頭した。

### 植民地化の進展

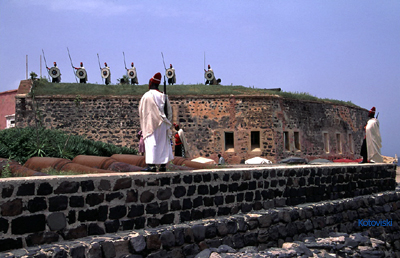
かつては奴隷貿易の拠点だったゴレ島の要塞。セネガンビアからも多くの奴隷が南北アメリカ大陸と周辺の島々へと連行された。

公式な記録から判断する限りで、初めて現在のセネガルに相当する地域に訪れたヨーロッパ人はポルトガル王国のディニス・ディアスであり、1444年にこの地を訪れたディニス・ディアスは、訪問先のアフリカ大陸最西端の岬をポルトガル語で「緑の岬」を意味するベルデ岬と名付けた。ディニス・ディアスはこの地から若者4人を拉致して本国のポルトガルへと連れ帰り通訳として教育し、この4人は15世紀当時のセネガンビアの諸王国を記録した、ヴェネツィア共和国の商人であったカダモストが1455年に行った探検を手助けした。
1549年にジョロフ王国（1350年 - 1549年）が、カヨール王国（ウォロフ語: Kajoor、1549年 - 1879年）やジョロフ王国（Jolof Kingdom、1549年 - 1875年）などに分裂し、1550年にバオル王国（1550年 - 1859年）が独立した。
その後、ポルトガルに続いてオランダやイギリスの商人がこの地に進出したものの、1659年にフランス王国がセネガル川の中州にサン＝ルイ商館を建設した。1673年から1674年にかけて、イスラムのマラブー（聖人）がヨーロッパ人や、ヨーロッパ人に協力する在地の諸王国の奴隷狩りに対して反乱を起こしたが、武力鎮圧された。そして、1677年にゴレ島をオランダから奪取した後、セネガンビア地域にはフランスの強い影響が及ぶようになった。

### フランス植民地時代
サン＝ルイ島およびゴレ島は1815年のウィーン会議でフランスの植民地とされた。その後フランスはダカールなどの都市やダカール港などの開発を進め、さらに、ダカールとセネガルの北部のサンルイを結ぶ鉄道などの建設を進めた。
1848年に奴隷貿易が廃止された。1854年にフランス軍のルイ・フェデルブ将軍が総督に就任すると、現地の諸王国を征服し（1859年にen:Battle of Logandème）、セネガル川流域をフランスの支配下に置いた。1867年、en:The Battle of Fandane-Thiouthioune（マラブー戦争、Serer-Marabout Wars）。鉄道敷設により支配体制を強固にしようとするフランスの植民地化に対し、カヨール王国のラット・ジョール王が抵抗を行ったものの、1886年10月26日にジョール王がフランス軍との戦闘で殺害された後、植民地化は更に進んだ。フランスはこの後1890年よりカザマンス地方の征服を進め、1895年にフランス領西アフリカを確立し、ダカールはその中心地となった。
征服後、フランスは在地の有力者が所有していた奴隷を解放する一方でイスラムのムリッド教団を通じて農民に商品作物として落花生を栽培させる経済構造を樹立し、フランス化した都市部の「市民」（les citoyens）に本国への参政権を与えつつ、地方部の「従属民」（les sujets）を「原住民法」によって統治する植民地体制を確立した。フランス植民地下でセネガル人は「セネガル歩兵」としてフランスの戦争に動員され、彼らは19世紀の西アフリカ植民地化戦争や20世紀の第一次世界大戦、第二次世界大戦、第一次インドシナ戦争、第二次中東戦争などに参加させられた。
第二次世界大戦中の1940年9月23日には、ヴィシー政権についたセネガル植民地政府軍とイギリス海軍との間でダカール沖海戦が勃発した。
第二次世界大戦が終結し、世界的に脱植民地化の流れが加速してきた1958年11月にフランス共同体内の自治国となり、1959年4月にフランス領スーダン（現マリ）とマリ連邦を結成した。

### 独立後

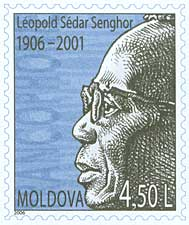
ネグリチュードの文学者にしてセネガル共和国初代大統領、レオポール・セダール・サンゴール。

1960年4月4日マリ連邦としてフランスから独立し、同年8月20日にはマリ連邦から分離しセネガル共和国として単独国家となった。同年9月6日にネグリチュード運動の文学者であり、セネガル社会党 (PSS) を率いたレオポール・セダール・サンゴールが初代大統領に就任し、アフリカ社会主義を掲げつつもマルクス＝レーニン主義からは距離を置いた、親フランスの穏健改革路線を採用して1980年12月31日まで長期政権を維持した。サンゴールは、自ら国歌「コラを弾け、バラフォンを叩け」の作詞もしている。
1981年1月1日にアブドゥ・ディウフ首相が第2代大統領に就任し、ディウフ大統領は1983年、1988年、1993年の大統領選でも勝利した。なお、ディウフは1982年2月に隣国ガンビアとセネガンビア国家連合を発足させたものの、セネガンビア国家連合はフランス領であったセネガルとイギリス領であったガンビアの体制の違い、主権問題、経済格差などの問題で対立し、1989年9月にガンビアとの国家連合を解消した。また、ディウフ政権下では1982年12月26日にカザマンス紛争が、1989年から1991年にかけて北の隣国モーリタニアとの国境紛争が勃発した。
2000年3月19日の大統領選決選投票で、セネガル民主党 (PDS) のアブドゥライ・ワッド党首が当選し、同年4月1日に大統領に就任した。4月5日にワッド大統領は、ディウフ政権で外相などを務めたムスタファ・ニアスを首相に任命し、連立政権が成立した。

### 21世紀
2001年1月7日に新憲法案が国民投票で承認され、大統領任期を7年から5年に短縮、議会を一院制とし、議席数も140から120に削減され、さらに女性の土地所有権も認められた。国民議会選挙をめぐって連立与党内での対立が発生し、2001年3月3日にワッド大統領はニアス首相を解任し、後任にマーム・マジョル・ボイを任命し、同国初の女性首相が誕生した。4月29日の立法議会選挙でセネガル民主党 (PDS) などの政党連合「変革」が120議席中89議席を獲得し、進歩勢力同盟 (AFP) は11議席、セネガル社会党 (PSS) は10議席、民主刷新連合 (URD) は3議席を獲得した。また、2002年5月の地方議会選挙でも、与党連合 (CAP21) が安定した勝利を収めた。これにより、大統領選挙、国民議会選挙に続き、ワッド大統領はセネガル国民からの支持を3回にわたって獲得したことで、1960年以来40年間続いた社会党政権からの政権交代を完了させ、国内政治を運営する上で安定した政権基盤を築いた。
2001年9月26日、ガンビア沖の海上でフェリー「ジョラ」が転覆した。事故調査委員会は乗員乗客1220人のうち、1053人が死亡したと伝えた。さらに、セネガル軍が現場に艦船や航空機を派遣したのが事故発生から12時間後と出遅れたうえ、フェリーは定員550人を大幅にオーバーしており、フェリーの設計も湖での航行用だったなど、杜撰な実態が明らかになった。サンボ国防相とサコ設備・運輸相は10月1日に責任を取って辞任した。ワッド大統領は11月4日にボイ首相以下全閣僚の解任を発表し、PDSのイドリサ・セック副党首が首相になった。セック首相はワッド大統領の有力な後継者と見られていたものの、2004年4月21日に解任され、マッキー・サル内務大臣が首相に就任した。2004年12月10日には死刑制度が廃止された。この他に、2004年12月30日には、セネガル南部のカザマンス地方の分離独立を狙うカザマンス民主勢力運動との間で一応の和平協定締結されたものの、紛争の火種は残ったままである。なお、2004年は前年のセネガル、西サハラ、モロッコに於ける大雨によってサバクトビバッタの大量発生 (2004年)が生起し、打撃を受けた年でもあった。
2007年2月25日の大統領選挙でPDSのワッドが再び大統領に選ばれた。2010年にはセネガル共和国独立50周年を記念して、首都ダカールにアフリカ・ルネサンスの像が落成した。
2012年の大統領選挙では、ワッド大統領の対抗馬として立候補したマッキー・サルが3月25日の決選投票でワッドを破り、第4代大統領に就任した。

## 政治
- 政治体制：共和制

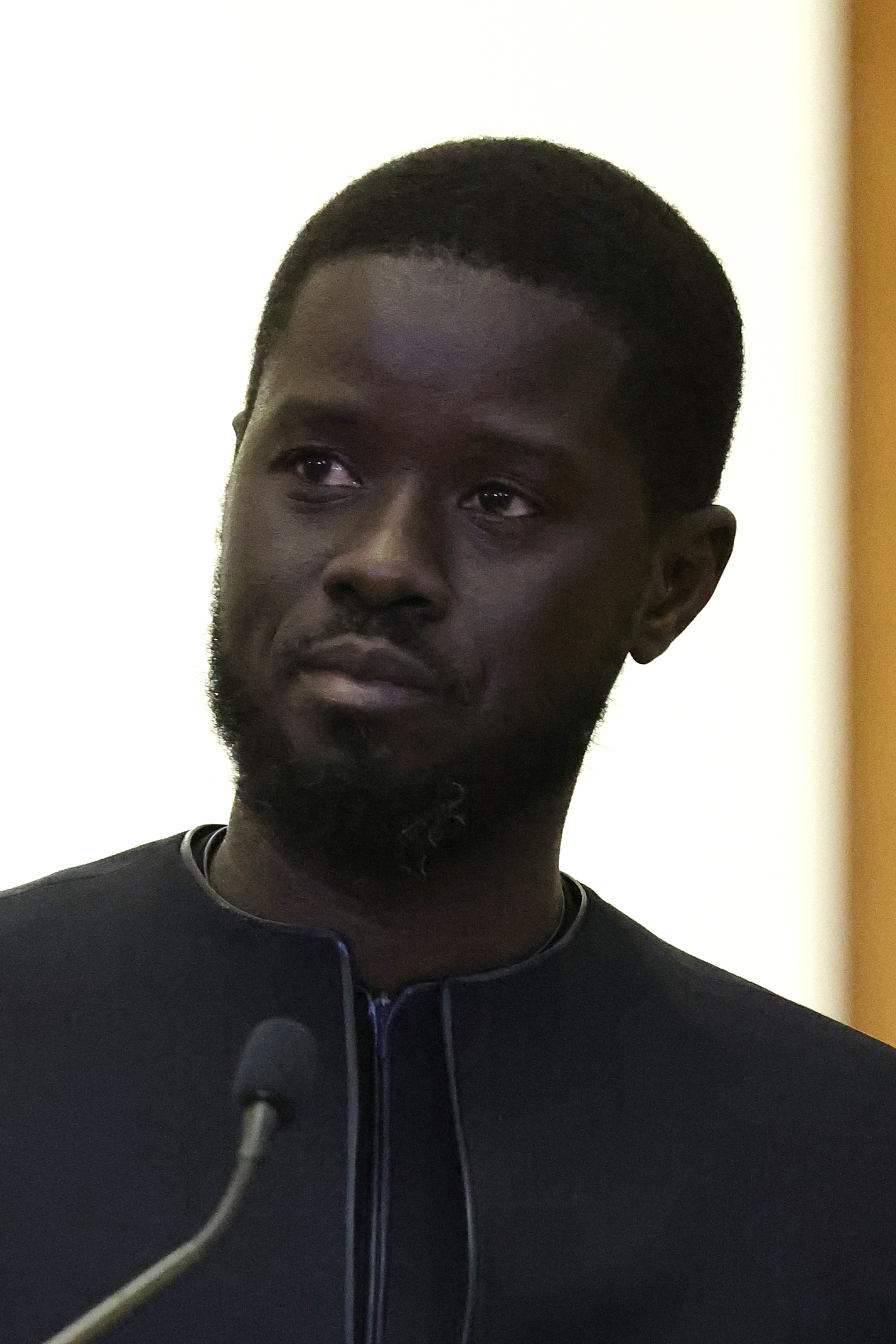
第5代大統領バシル・ジョマイ・ファイ

- 大統領：バシル・ジョマイ・ファイ（Bassirou Diomaye Faye、2024年4月2日就任、任期5年）
- 首相：ウスマン・ソンコ（フランス語版、英語版）（Ousmane Sonko、2024年4月3日就任）
- 議会：一院制、定数165。

- 主要政党連合：統一希望連合 (BBY)、人民解放連合 (YAW)

1960年の独立以降、西アフリカで珍しく一度もクーデターを経験しておらず、選挙を通じて平和的な権力移行が続いてきた。2020年以降は近隣国で軍事クーデターが相次ぐ中、サル大統領が大統領選を延期し、それに対して抗議する市民が街頭に繰り出し、警察との衝突が伝えられるなど政治的な混乱が起きている。

### カザマンス紛争

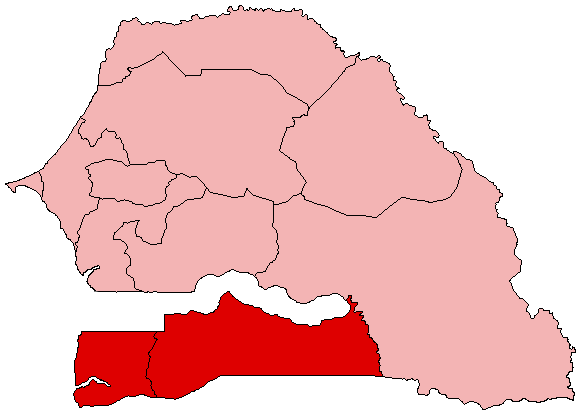
カザマンス地方

1982年12月26日に、ギニアビサウとの国境地帯にあるジョラ族の多いカザマンス地方（ジガンショール州、セディウ州、コルダ州）の分離独立を進めるカザマンス民主勢力運動 (MFDC, フランス語: Mouvement des Forces Démocratiques de la Casamance) が、ジガンショールでギニアビサウを根拠地に反政府武装闘争を開始した。1998年にMFDCと政府が、ガンビアの仲介で和平交渉に入り、1999年12月に双方が停戦合意した。そして2001年3月にも、停戦の再確認や捕虜解放など5項目の和平協定に調印した。
しかし、その後もMFDCと見られる武装集団による略奪や襲撃事件が頻発し、2002年1月中旬にはニアン内相がMFDCの指導者と会談した。2003年にMFDC事務総長シーディー・バッジ (Sidhi Badji) が死去したものの、和平交渉は継続された。2004年12月30日に、アブドゥライ・ワッド大統領とMFDC事務総長オーギュスタン・ジャマクヌ・サンゴール (Augustin Diamacoune Senghor) の間で和平合意した。
ところが、MFDCの強硬派であるサリフ・サージョの部隊による襲撃事件などが2006年になってからも頻発しており、また3月から4月にかけてギニアビサウ国境地域でギニアビサウ軍との戦闘が繰り広げられるなど、当地方の政治情勢は依然不透明な状況にある。日本の外務省の渡航情報では、渡航延期勧告が継続中のままである。

### その他
セネガルは、アフリカ大陸において汚職防止機関の設立が積極的に進められている国家の一つに数えられている。

## 国際関係
独立以来、親フランス路線を維持しており、西側諸国とも友好的である。
1982年から1989年まで隣国のガンビアと、セネガンビア国家連合を形成していた。この連合が解消された後、ガンビアとは対立したものの、1991年にセネガルとガンビアは友好協力協定に調印した。
1989年4月に北の隣国モーリタニアとの間で国境紛争、いわゆるセネガル・モーリタニア紛争が勃発し、紛争によって数万人に及ぶ両国の国民が相互に追放された。
この他、イスラエルとは激しく対立している。これは、セネガル国民のほとんどが敬虔なイスラム教徒であり、同じイスラム教徒であるパレスチナ人の置かれている境遇に対して非常に同情的だとの背景が存在する。
1996年に中華民国（台湾）と国交を回復するも、2005年に再び中華人民共和国と国交を樹立したため台湾とは断交した。中華人民共和国との国交樹立後、中国人（華僑）の進出が盛んとなり、中国の存在感が増している。また、2010年にセネガル共和国独立50周年を祝して建造された首都ダカールの「アフリカ・ルネサンスの像」は、朝鮮民主主義人民共和国の万寿台海外開発会社によって建造されている。
2025年6月、アメリカ合衆国は安全上の理由から、特定の12カ国からの入国を事実上禁止した。セネガルは、対象国から外れていたが、アメリカは女子バスケットボール代表の複数メンバーに対してビザ発給を拒否した。

### 日本との関係
1962年に日本はダカールに公使館を設立し、以後ODAや青年海外協力隊派遣を通じて交流を行っている。
- 在留日本人数 - 168人（2022年10月時点[23]）
- 在日セネガル人数 - 958人（2022年12月時点[23]）

2020年に日系企業専用の経済特区がセネガル国内に創設された。
- ディアッセ日系企業専用経済特区

### 駐日セネガル大使館
- 住所：東京都目黒区青葉台一丁目3-4
- アクセス：東急東横線代官山駅正面口

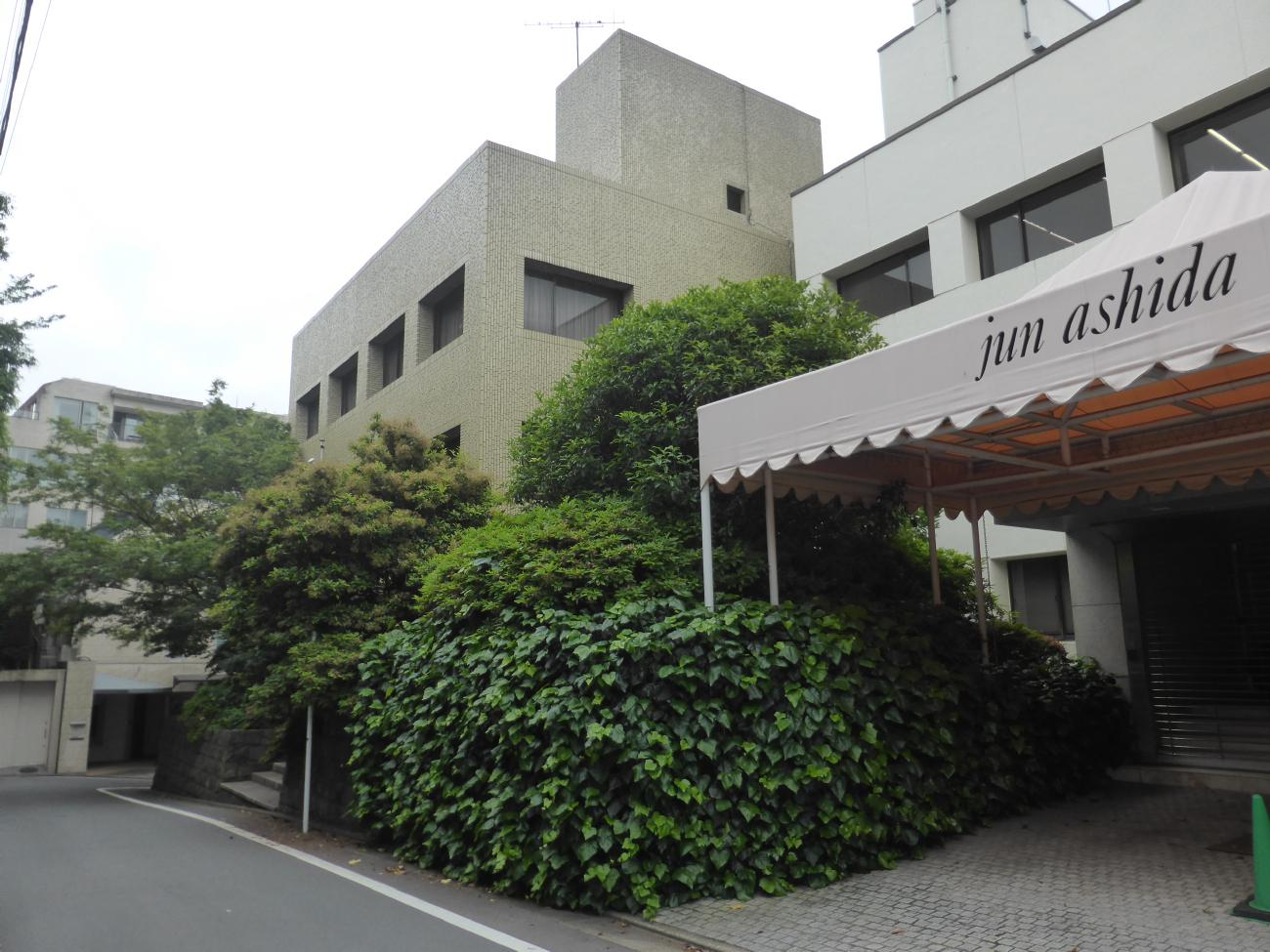
セネガル大使館全景
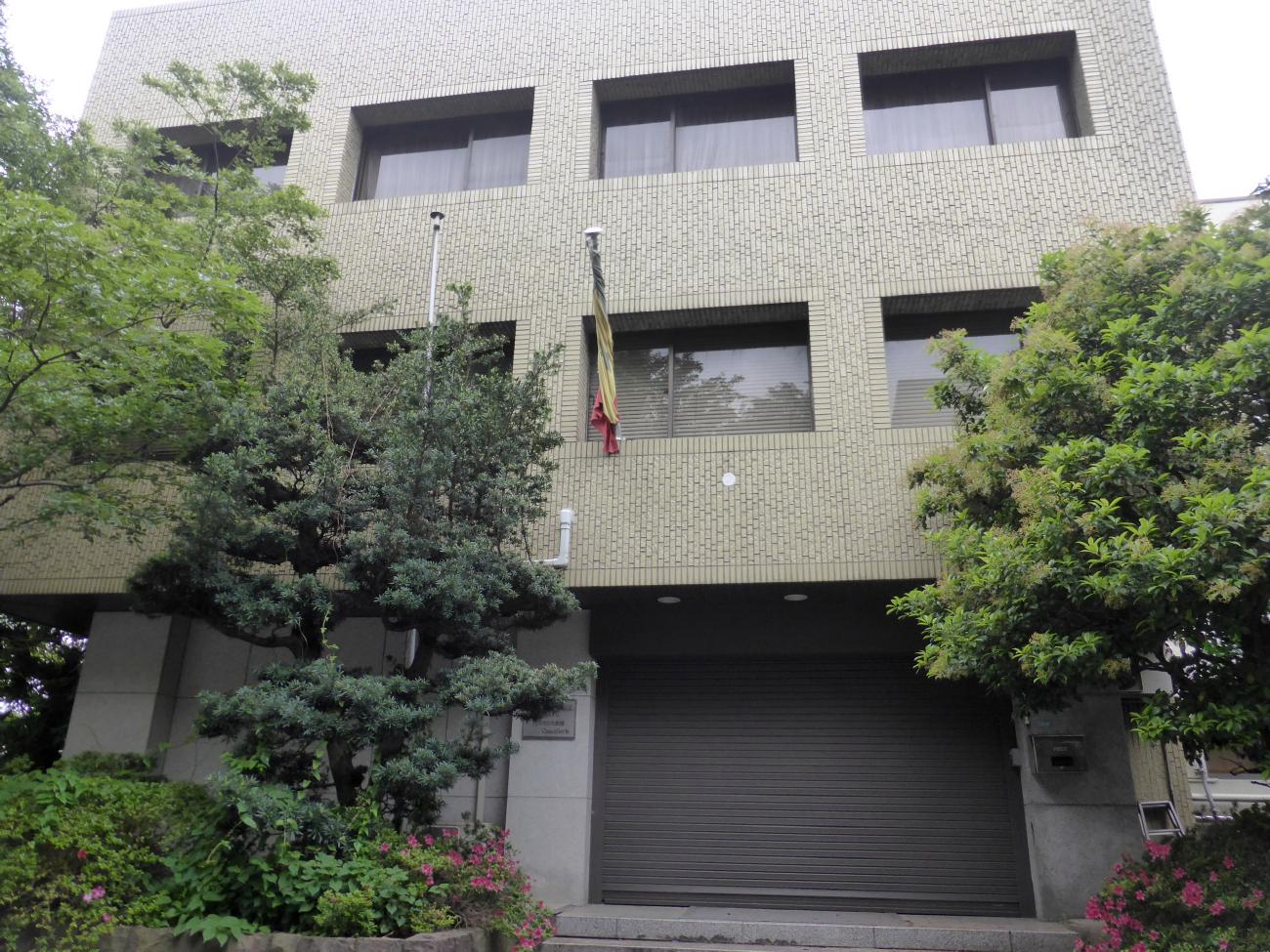
セネガル大使館正門
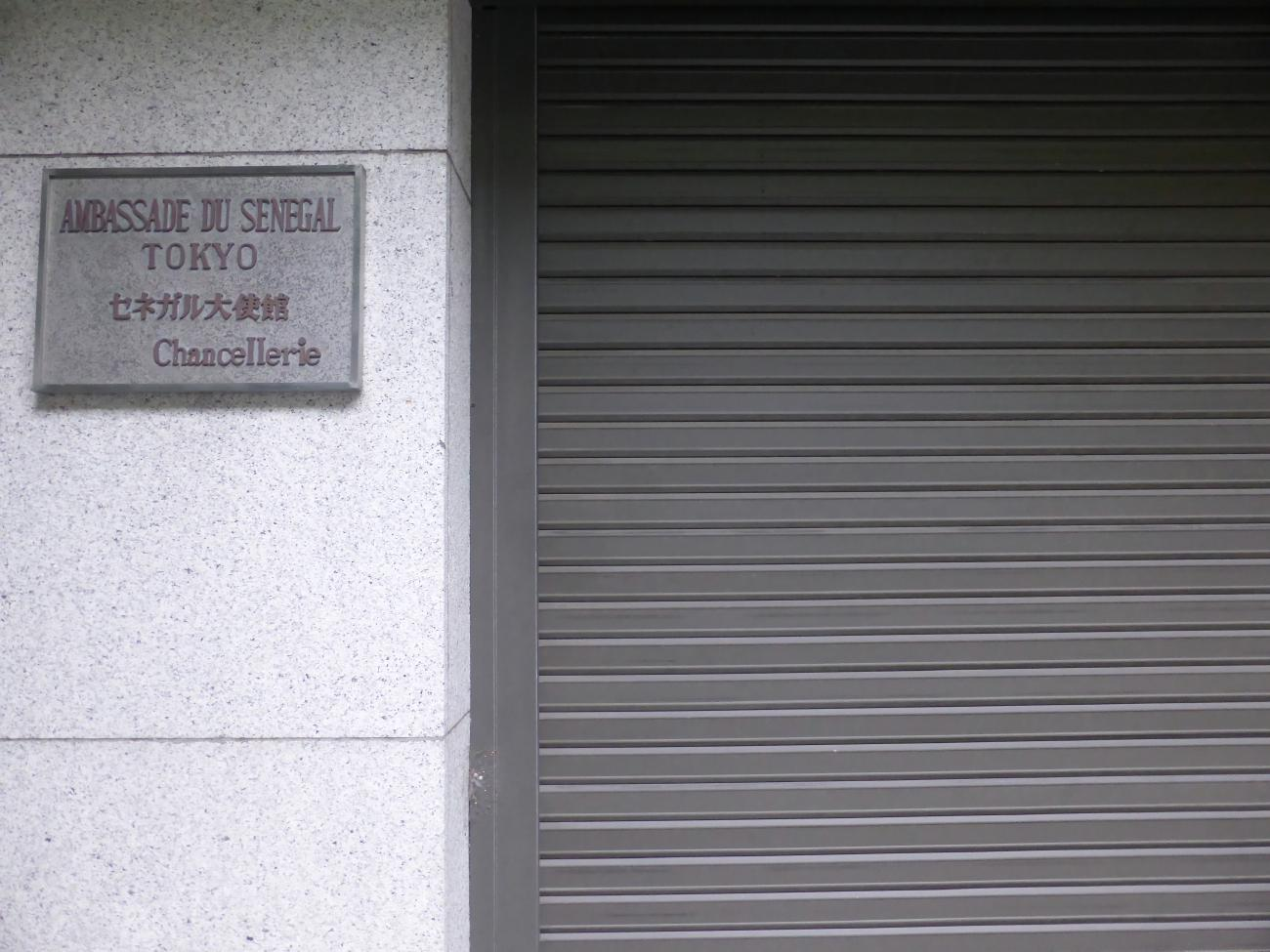
セネガル大使館プレート
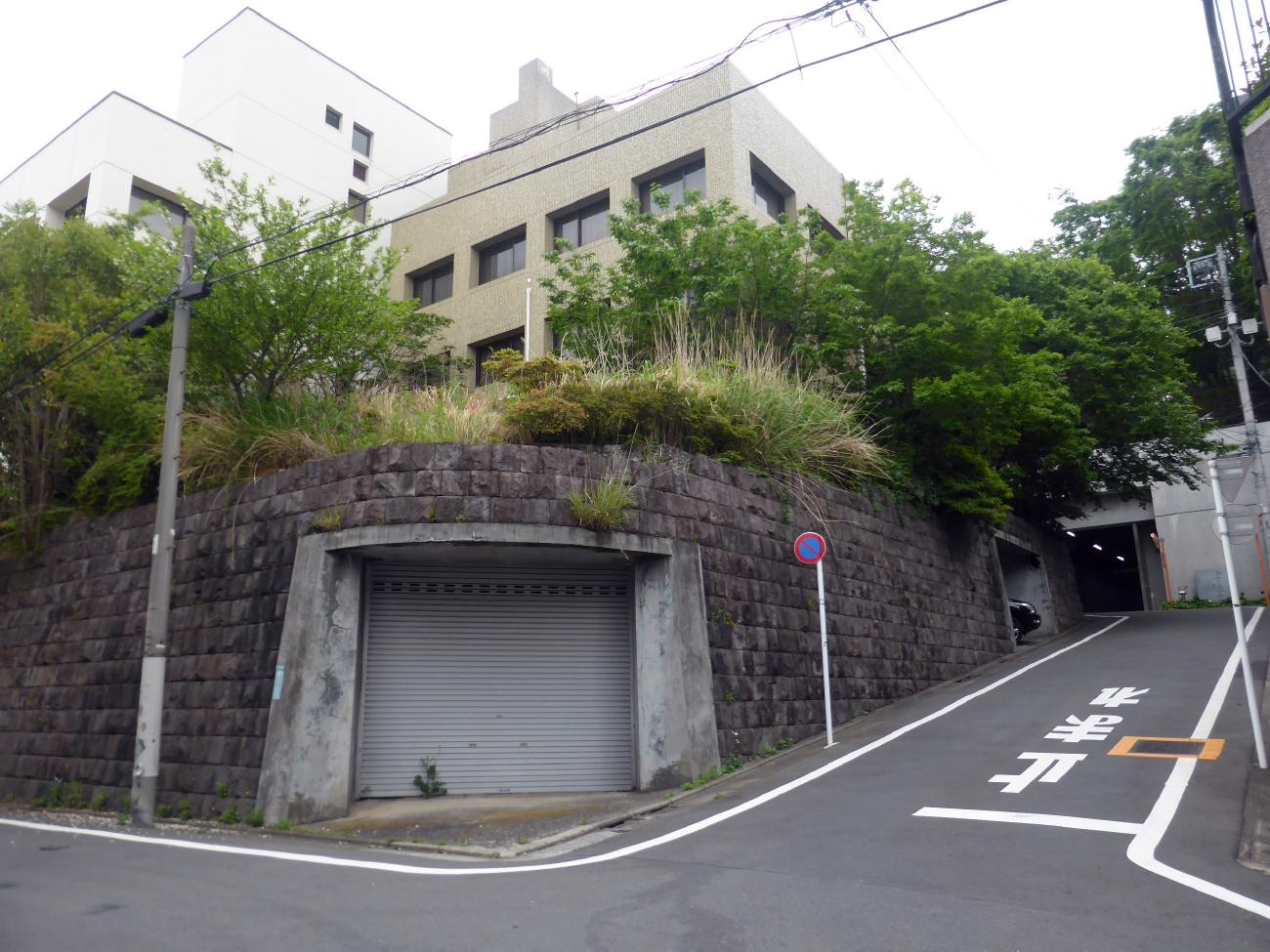
セネガル大使館背面

## 軍事

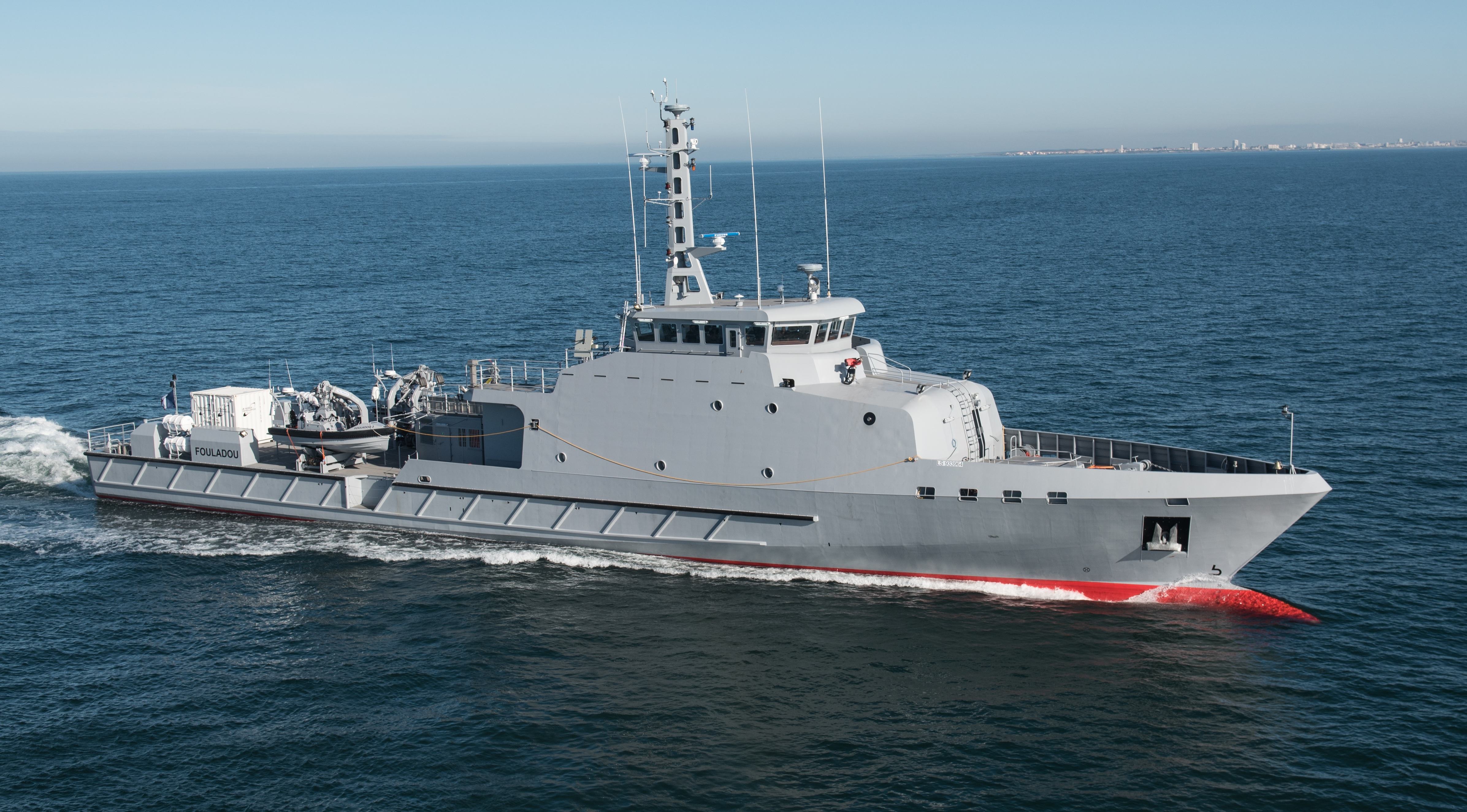
セネガル海軍の哨戒艦フーラドゥ

セネガルは徴兵制度を採用しており、2年間の兵役がある。セネガル軍の兵力は2005年時点で陸軍11,900人、海軍950人、空軍770人の総兵力13,620人であり、なお憲兵もおり2001年時点で総兵力9,700人の他に6,800人の憲兵隊がいる。またフランスと防衛協定を締結している事もあり1,300人のフランス軍が駐留している。
かつて湾岸戦争に参戦した事もあり、当時セネガル軍は多国籍軍の一員として500人の強力な部隊を派遣した。そして湾岸派遣軍はサウジアラビアの聖地の防衛を担当し、地上戦にも参加する事となった。

## 地理

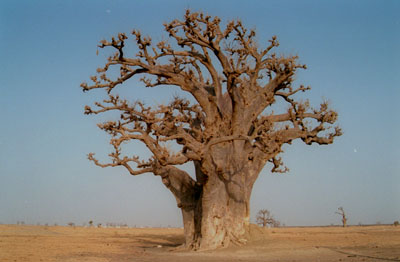
バオバブの木

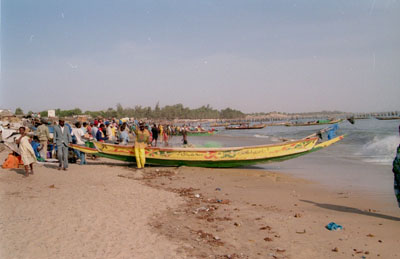
ンブールの海岸

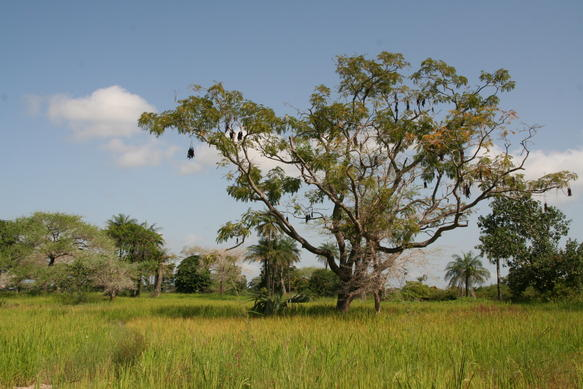
セネガル南部カザマンス地方の風景

セネガルはアフリカ大陸の西端部に位置する。アフリカ大陸の最西端であるベルデ岬を擁し、首都のダカールは、ここに位置している。ダカール市内のLes Almadiesは、アフリカ大陸最西端の地である。ちなみに、北緯15度と西経15度の地点も領有しているのに対して、経度0度の地点は領有していないのに、セネガルは国際標準時を使用している。
セネガルの景観は、主にサヘル地帯西部特有の砂ぼこりが多く乾燥した平原地帯で占められる。セネガルの標高最高地点は南東部のネパン・ジャハ（581 m）である。
北部のモーリタニアとの国境はセネガル川で区切られ、その他ガンビアとの国境はガンビア川（中部）、カザマンス地方にはカザマンス川（南部）がある。
気候は、南部は熱帯（Aw）であることを除けば乾燥気候（BS）であり、冬の北東からの季節風と夏の南西からの季節風により乾季と雨季が現れる。平均的にダカールでの雨季は6月から10月で、平均最高気温は27 ℃。ただし、内陸部の気温は沿岸部よりはるかに高く40 ℃に達することもある。乾季の12月から2月の平均最低気温は17 ℃。4月から5月にサハラ砂漠から吹きつけるハルマッタンは高温で乾燥しており人々を悩ませる。また、降雨量は南部地域においては多い都市もあり、年間降雨量1500 mmに達する地域もある。

## 地方行政区分

セネガルの14の州。

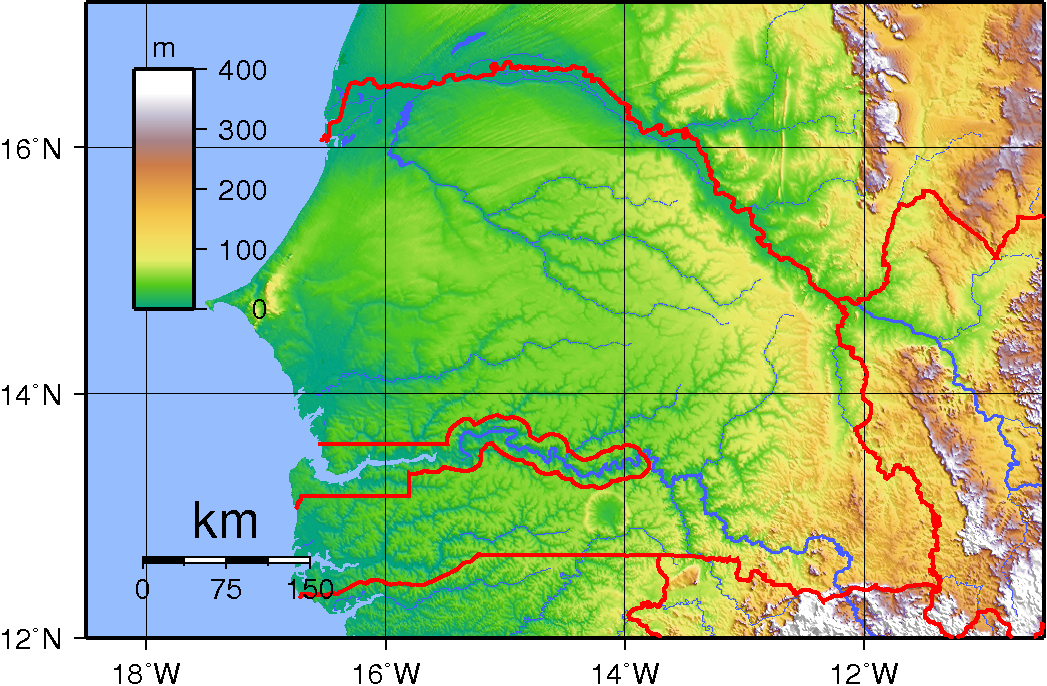
地形図

- サンルイ州
- ルーガ州
- マタム州
- ダカール州
- ティエス州
- ジュルベル州
- ファティック州
- カオラック州
- タンバクンダ州
- ジガンショール州
- コルダ州
- カフリン州
- セディウ州
- ケドゥグ州

### 主要都市
主要な都市はダカール（首都）、ピキン、トゥーバがある。

## 経済
IMFの推計によると、2013年のセネガルのGDPは148億ドルである。1人当たりのGDPは1047ドルであり、世界平均の約10%の水準にある。
農業の生産品目はピーナッツ、トウジンビエ、綿花、米などである。なお、ピーナッツの栽培は、フランスが植民地時代に持ち込んで栽培を奨励したこともあり、1960年代に独立するころには労働人口の87％が従事する規模となっていた。
漁業は、マグロ、タコ、イカ、カツオ、エビの漁獲が中心であり、これらのほとんどは輸出される。2002年のセネガルの総漁獲量は36万トンであり、このうち4万トンがニシン科の魚であり、加工してケチャと呼ばれ干物として国内市場に流通する。
鉱業（リン鉱石）と工業はリン鉱石を原料にする化学工業にて相互関係を持ち、他の西アフリカ諸国と比べると工業も発達している。
この他に、観光、サービス業が主要産業である。
貿易赤字や累積対外債務に苦しんでいるが、国際通貨基金 (IMF) と世界銀行が8億ドルの対セネガル債権の免除を発表した。西アフリカ諸国中央銀行 (BCEAO) の本部がダカールにおかれている。
セネガルは西アフリカ諸国経済共同体 (ECOWAS) の主要メンバーである。

## 交通

### 空路
首都のダカールにはブレーズ・ジャーニュ国際空港があり、国内線やアフリカをはじめ、ヨーロッパ、中東、アメリカへの直行便が就航している。

### 鉄道
セネガルの交通網は限られているが、ブレーズ・ジャーニュ国際空港への空港列車がある。また、現在は運休中だが、ダカール・ニジェール鉄道がマリのバマコへの国際列車を運行していた。

## 国民

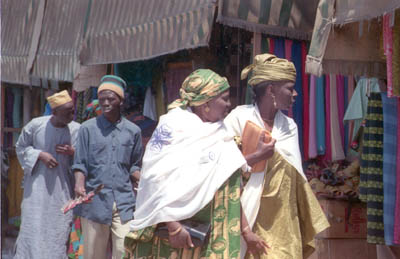
ダカールの市場

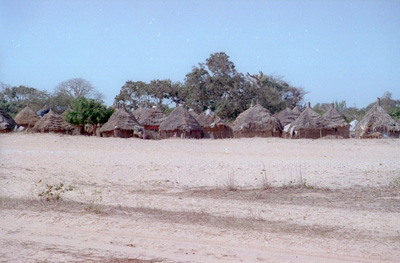
村の風景。カーズと呼ばれる家々。

### 民族
ウォロフ人42.7%、セレール人14.9%、プル人14.4%、トゥクロール人9.3%、ジョラ人5.3%、マンディンカ人3.6%、ソニンケ人(Sarakhole)1.7%、バンバラ族1.3%、ムーア人(Maure)1.0%、Mandjak1.0%、en:Lebou people0.8%、en:Balanta people0.8%、Soce0.6%、Malinke0.4%、Mancagne0.3%、Laobe0.3%、en:Bassari people0.1%、en:Khassonké people、Coniagui、フラニ族、その他1.3%。

### 言語

#### フランス語
植民地支配の影響で現在でもフランス語が公用語となっており、公文書、公教育の場で使われる。しかし、教養層を除いてはフランス語の能力は低く、使用頻度も少ない。ただ、民族語にもフランス語からの借用語が少なくなく、民族語の文字表記も現在ではラテン文字であることなど、その影響力はフランス語話者のみにとどまらない。

#### 民族語
現地語としてウォロフ語、セレール語、フラニ語、ジョラ語、マンディンカ語などニジェール・コンゴ語族に属する各民族言語があり、とりわけウォロフ語は事実上の共通語として、北部を中心にセネガル全土で通用している。これらの民族語を国語として格上げしていこうという動きもあるが、現実的な施策としては進展していない。民族語の表記法は伝統的にアラビア文字で行われていたが、現在では公式にはラテン文字で表記され、アラビア文字表記は非公式な民間の表記法として存在している。

#### アラビア語
11世紀に始まったセネガルのイスラム化の流れは、18世紀から19世紀にかけてセネガル全土に広まった。この影響でイスラム的知識人階級が植民地統治の直前には既にセネガルに存在しており、彼らによるアラビア語文学が宗教詩を中心として花開いた。セネガルの民族語は伝統的にアラビア文字を使用し、アラビア語の語彙を受け入れてきた。セネガルの各民族に属する庶民も、日々の礼拝やコーランの教育などを通じて、多少のアラビア語の知識を持っている。

### 婚姻
セネガルでは一夫多妻制が認められている。これはイスラム教の教義に基づくものが多く、4人まで結婚が許可されている。

### 宗教
セネガルの人口の94%がイスラーム、5%がカトリック教会を主とするキリスト教、1%が在来の伝統宗教となっている。
11世紀にイスラムがセネガンビア地域の王侯貴族に伝えられた後、イラクのバグダードで生まれたカディリーヤと、1780年代にアルジェリアで生まれたティジャーニーヤが、18世紀から19世紀にかけて庶民に浸透し、本格的なセネガル人のイスラム化が進んだ。19世紀後半にはカディリーヤの影響を受けたアーマド・バンバによって、セネガル独自のスンナ派イスラームの宗派である、ムリッド教団が生まれた。
現在のセネガルでは、19世紀に現在のマリ共和国でトゥクロール帝国を建国したエル・ハジ・ウマールの宗派だったスンナ派のティジャーニーヤ教団と、このムリッド教団がセネガルのムスリムの内約9割を占める宗派となっており、特にムリッド教団は文化、社会、経済において今日も大きな影響力を持っている。また、20世紀後半のアラブ諸国でのイスラーム復興運動や、1979年のイラン・イスラーム革命の影響を受けて、セネガルでも若年層を中心にイスラーム復興運動が進行している。
ただ、都市部のエリートの間ではムスリムにもクリスマスを祝う習慣があった。

### 教育
学制は小学校6年、中学校4年、高校3年、大学4年の6-4-3-4制を取っている。義務教育は小学校の6年間と中学校の4年間である。教授言語は小学校からフランス語であり、旧宗主国であるフランスの教育制度を基本的に踏襲している。
2002年の推計によれば、15歳以上の国民の識字率は39.3%（男性：51.1%、女性：29.2%）である。
国立の高等教育機関としては、シェイク・アンタ・ジョップ大学（1957年創立、旧ダカール大学）、ガストン・ベルジェ大学（1990年創立）、ジガンショール大学（2007年創立）が存在する。フランスとの結び付きが強く、留学生の7割はフランスへ向かう。

## 社会
セネガルは貧困率が高い国のひとつである。国の貧困率は、2011年度の時点で46.7%であった。
都市の貧困率は2010年度の時点で33.1%、農村部の貧困率は同じく2010年度の時点で57.1%となっている。

## 治安
最近までは、セネガルの治安は比較的良好とされてきたが、首都ダカール（郊外を含む）の人口急増やマリなどからの人口流入が原因に、スラムなどが増え続けている。特に、都市は人口の５割弱を占めているのに対し、失業率は23%に上る。これにより、犯罪は増え続けている。
加えて、ムスリムの集団礼拝日の機会を利用する形で政治的スピーチやデモが行なわれ、それが大規模化・暴徒化する場合があり、その際にモスクなどの宗教施設やデモ活動などを狙ったテロや襲撃が行なわれることも確認されている。
また、隣国マリの政情不安定化に伴い、セネガル政府は治安部隊の増員及び国境検問所の取り締まり強化などの警備強化を行なっているが、事態は混沌している（2021年時点）。

## 文化

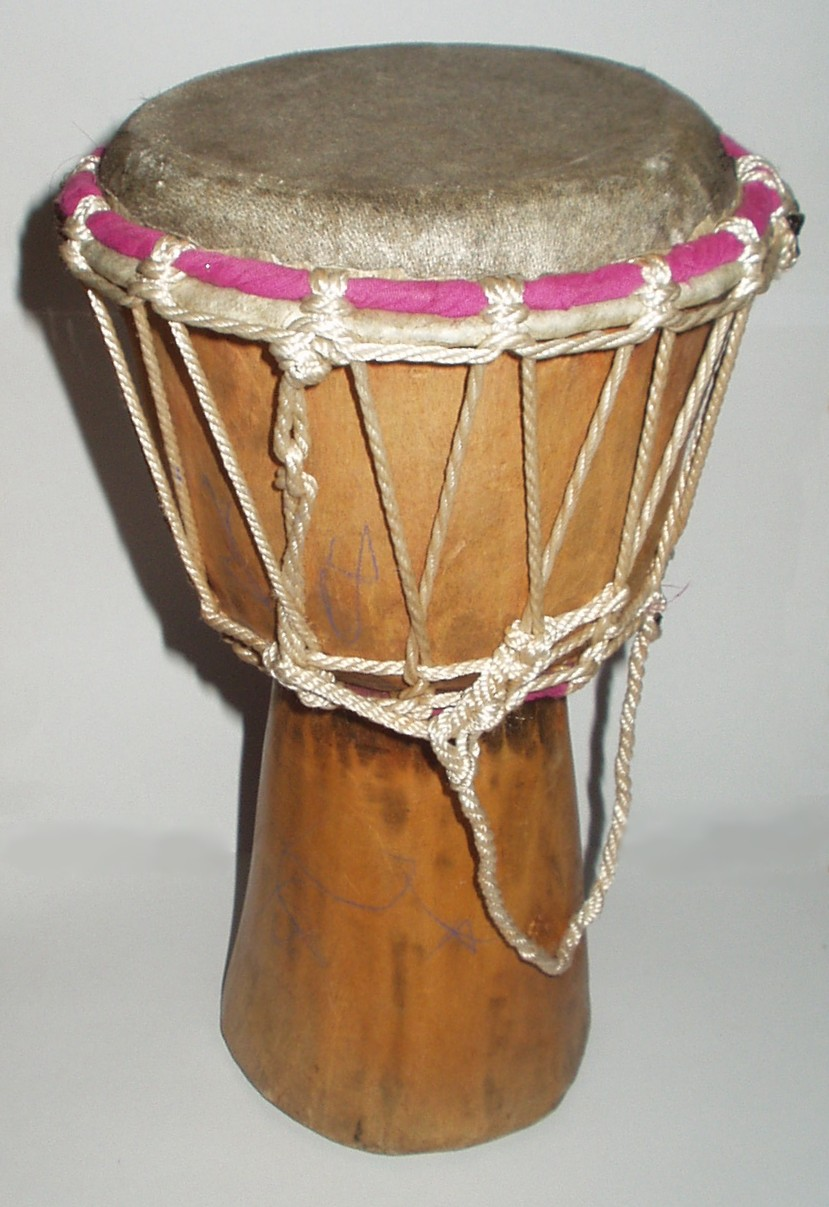
ジャンベ。

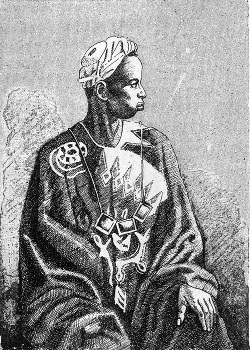
セネガルのグリオ（1890年画）。

### 食文化
セネガルの主要食物はコメである。ただし、一部地域ではトウジンビエやキャッサバなども主食とされている。セネガル料理はアフリカ料理の中でも特に洗練されているとされており、他のアフリカ諸国においても多くのセネガル料理店が見られるなど、セネガル料理は人気が高い。肉、魚、野菜などの具材を炒めてからスープで煮込んだ後、同じスープで米を炊き込むベンヌチン（1つ鍋）と、炊いた白米の上に、野菜などを煮込んだソースをかけるニャーリチン（2つ鍋）とに大別される。代表的なベンヌチン料理にはチェブジェン、チェブヤップなどがあり、ニャーリチン料理にはヤッサ、マフェ、スープカンジャ、ンボロヘなどがある。

### 文学
1930年代に詩人のレオポルド・セダール・サンゴールは、フランス語圏アフリカの詩人としてマルチニーク出身のエメ・セゼールと共にネグリチュード運動を牽引した。サンゴールは後にセネガル共和国初代大統領となり、国歌の作詞も行っている。しかし、ネグリチュード運動は西欧化したエリートの占有物であり、庶民にまでは根付かず、後にマルチニークではネグリチュードの限界を超えるべくクレオール運動が生まれた。
独立後の代表的作家としては、独立後のエリートの腐敗を批判しサンゴール批判も辞さなかったセンベーヌ・ウスマンや、ネグリチュードとヨーロッパ的価値観の差異と矛盾に苦しむ知識人を描いたシェク・ハミドゥ・カン、『かくも長き手紙』で一夫多妻制に苦しむセネガルの女性を描いたマリアマ・バーなどの名が挙げられる。

### 音楽
セネガルにはマンデ系の民族に伝わる伝統的音楽家の家系グリオが、ジャンベ・サバール・コラ・タマなどを演奏する伝統音楽と、グリオによる歌唱が存在する。そうした伝統音楽と現代のポピュラー音楽を融合させたアフリカン・ポップスのユッスー・ンドゥールが、世界的に有名なミュージシャンである。またユッスーの妹のヴィヴィアンヌ・ンドゥール、オマル・ペン、アメリカ合衆国のラップをセネガル風に解釈してウォロフ・ラップ（en:Senegalese hip hop）を生み出したポジティブ・ブラック・ソウルなどが、アフリカン・ポップスのジャンルで活躍している。また、近年は、ンバラ（Mbalax）と呼ばれるダンス音楽も人気を集めている。

### 映画
セネガル出身の著名な映像作家として、フランス語による小説から映像作家に転向し、メッセージ性の強い映画を多く残したセンベーヌ・ウスマンや、庶民の日常を軽快に描いたジブリル・マンベティ・ジョップなどの名が挙げられる。

### 世界遺産
セネガルには、ユネスコの世界遺産リストに登録された文化遺産が5件（うち1件はガンビアと共有）、自然遺産が2件存在する。

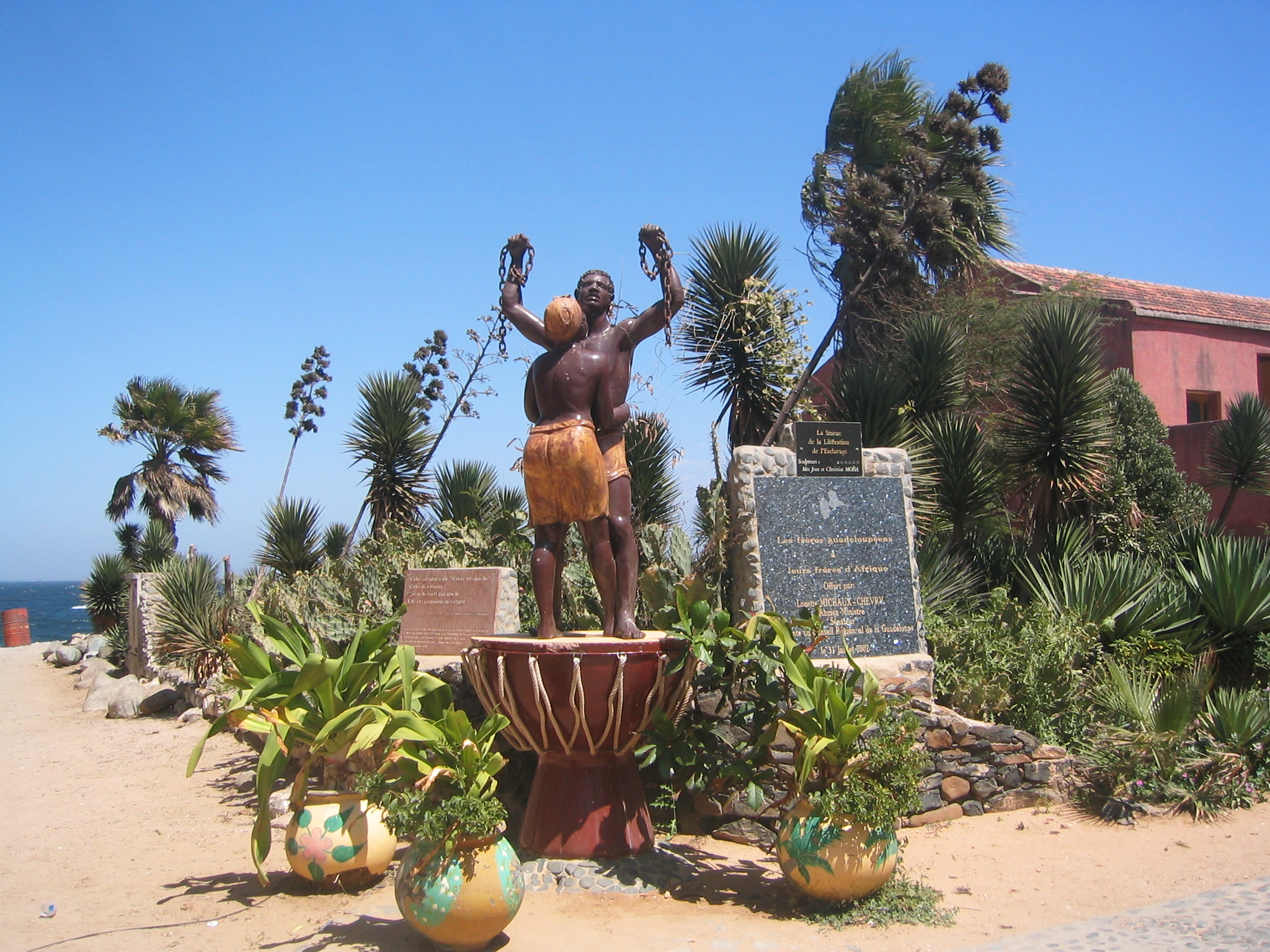
ゴレ島 - （1978年、文化遺産）
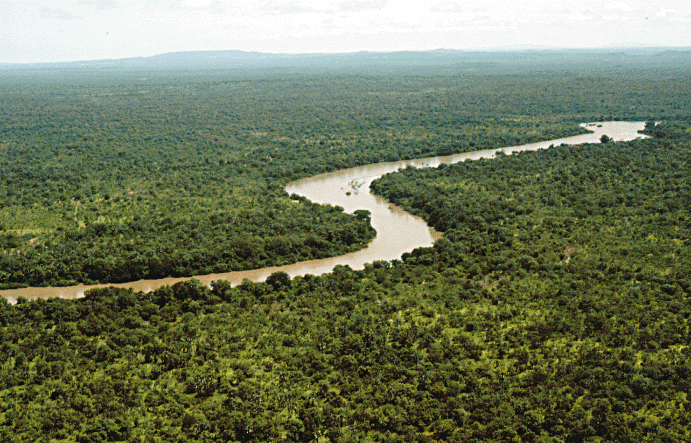
ニョコロ＝コバ国立公園 - （1981年、自然遺産）
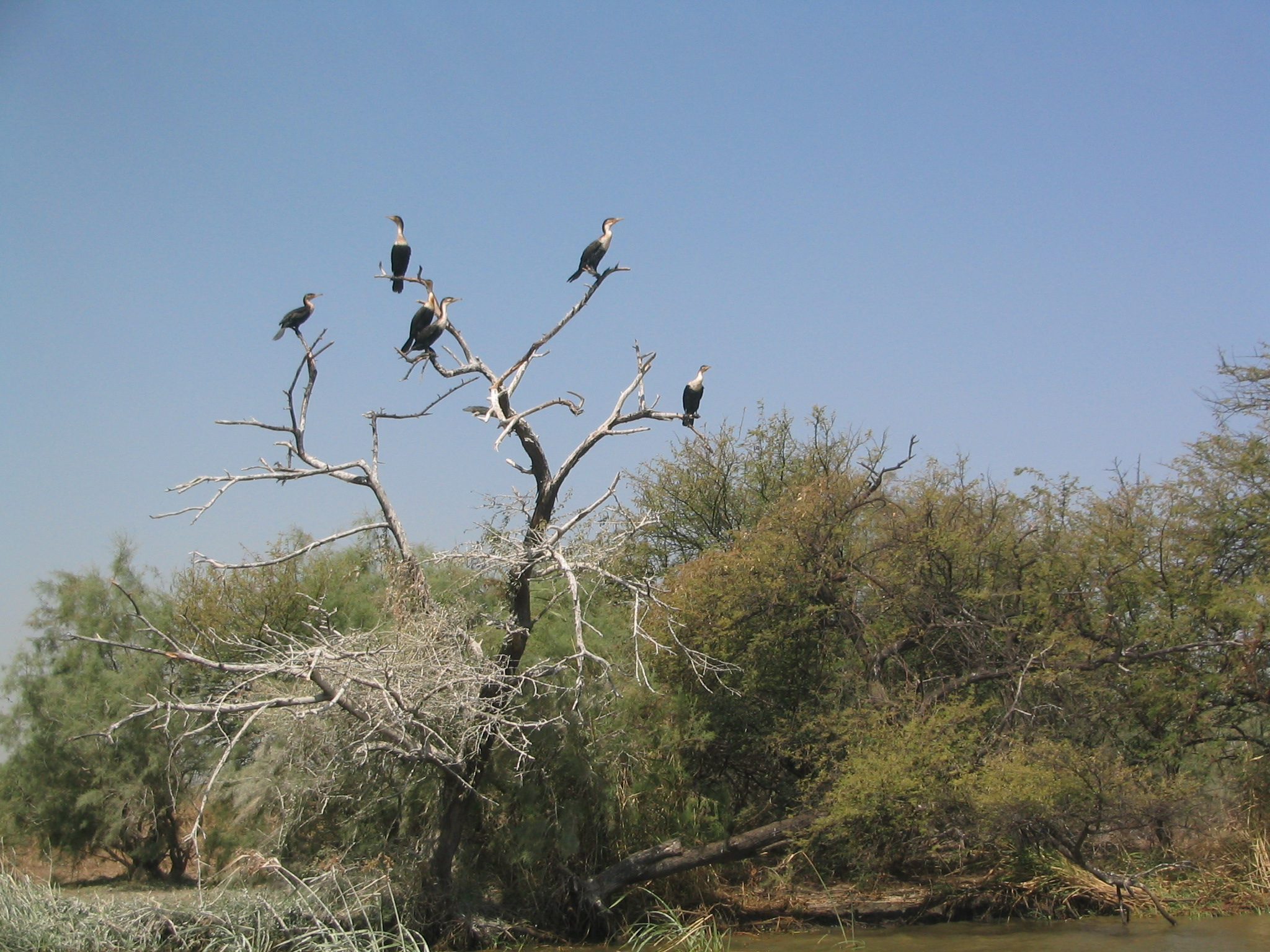
ジュッジ鳥類国立公園 - （1981年、自然遺産）
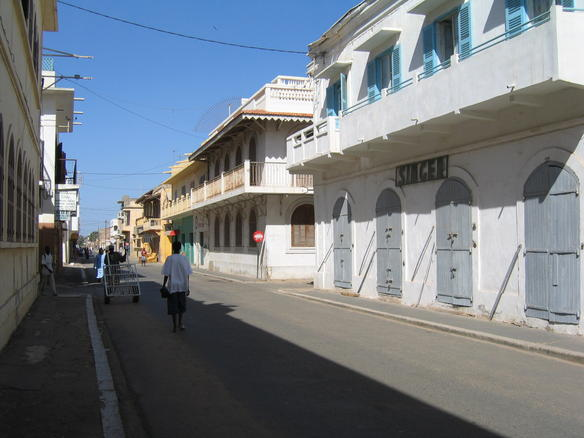
サン＝ルイ島 - （2000年、文化遺産）
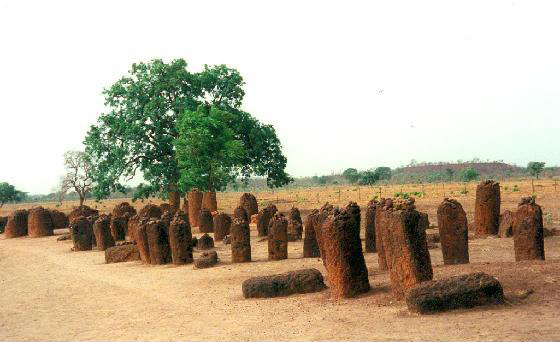
セネガンビアの環状列石（ガンビアと共有） - （2006年、文化遺産）
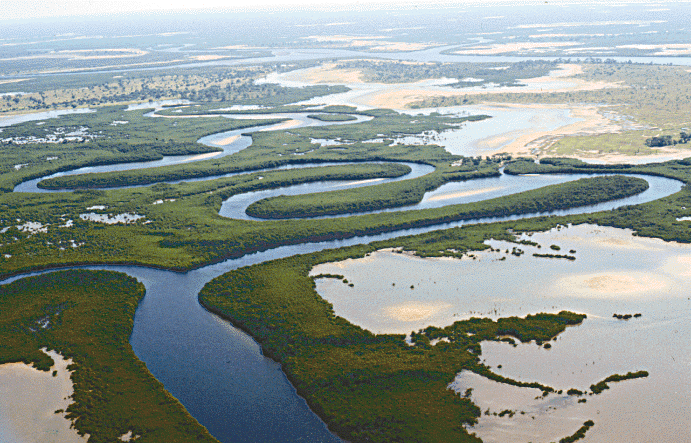
サルーム・デルタ - （2011年、文化遺産）
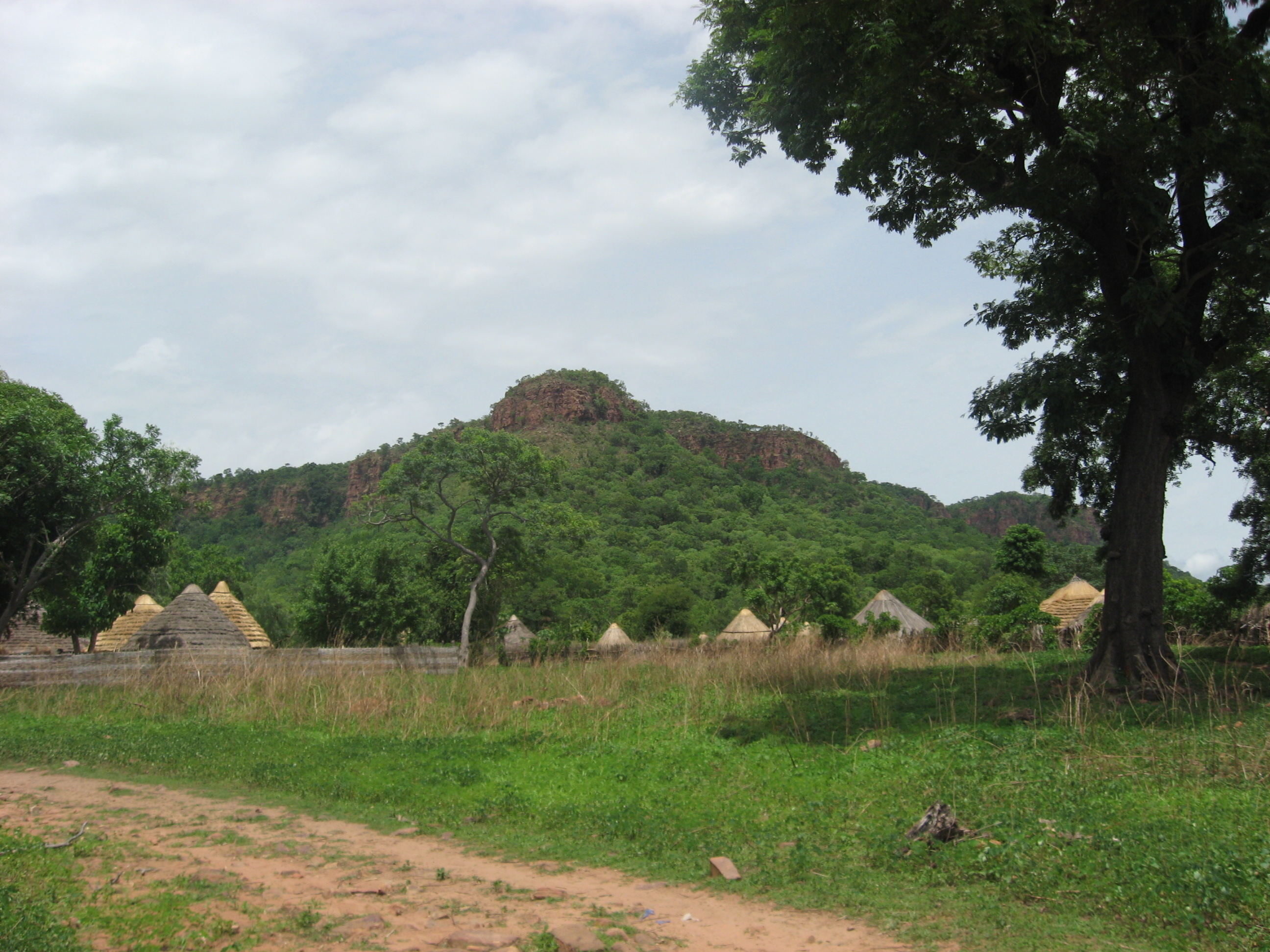
バサリ地方 : バサリ、フラ、ベディクの文化的景観 - （2012年、文化遺産）

### 祝祭日
| 日付                            | 日本語表記   | 現地語表記             | 備考                                     |
| ------------------------------- | ------------ | ---------------------- | ---------------------------------------- |
| 1月1日                          | 元日         | Jour de l'an           |                                          |
| 4月4日                          | 独立記念日   | Fête de l'indépendance |                                          |
| 春分の日以降の満月の 次の月曜日 | 復活祭       | Pâques                 | 変動あり                                 |
| 5月1日                          | メーデー     | Fête du Travail        |                                          |
| 復活祭から40日後                | 主の昇天     | Ascension              |                                          |
| 復活祭から50日後                | 聖霊降臨     | Pentecôte              |                                          |
| 8月15日                         | 聖母被昇天   | Assomption             |                                          |
| 11月1日                         | 諸聖人の日   | Toussaint              | 全ての聖人と殉教者を記念する日           |
| 12月25日                        | クリスマス   | Noël                   | イエス・キリスト生誕                     |
| ヒジュラ暦第3月12日             | 預言者生誕祭 | Mouloud                | 預言者ムハンマドのヒジュラ暦による誕生日 |
| ヒジュラ暦第9月1日から          | ラマダーン   | Ramadan                |                                          |
| ヒジュラ暦第12月10日から        | タバスキ     | Tabaski                |                                          |

以上の他にも、イスラム暦による祝日がある。

### スポーツ
2026年には、首都ダカールで第4回夏季ユース五輪が行われる予定である。アフリカでオリンピックに関係するイベントが行われるのはこれが初である。
サッカー
セネガルでも他のアフリカ諸国同様に、サッカーが最も人気のスポーツとなっている。セネガルサッカー連盟（FSF）によって構成されるサッカーセネガル代表は、「テランガのライオンたち」の愛称で国民から親しまれている。FIFAワールドカップにはセネガル旋風を巻き起こしベスト8に進出した2002年日韓大会、日本代表と反則ポイントの差でグループリーグ敗退した2018年ロシア大会、エジプト代表とのPK戦を制して出場を決めた2022年カタール大会と、3度の出場経験をもつ。
アフリカネイションズカップでは2021年大会で初優勝を果たしており、大会最優秀選手に輝いたサディオ・マネは、セネガルの英雄として崇められ絶大な人気を誇っている。同選手はクラブレベルにおいても、リヴァプールFCでプレミアリーグ得点王に輝いており、2019年にはUEFAチャンピオンズリーグ優勝に大きく貢献した。
他に有名な選手は、SSCナポリに所属していたカリドゥ・クリバリやチェルシーFCに所属していたエドゥアール・メンディなどがいる。
セネガル相撲
セネガル相撲も国内で親しまれている。相撲のチャンピオンはロイ・ド・アリーナ（闘技場の王）と呼ばれる。バラ・ゲイII、ボンバルディエ、タイソン、グリ・ボルドーなどの四股名の力士が存在している。
バスケットボール
セネガルではバスケットボールも人気スポーツのひとつとなっている。バスケットボールセネガル代表はアフロバスケット優勝5度を誇り、オリンピックには3度、ワールドカップには5度出場を果たしている。
1999年にムフタール・ヌディエがバンクーバー・グリズリーズにてセネガル人初のNBAプレイヤーとなり、以降もNBAプレイヤーを多数輩出。中でもサガナ・ジョップは2005-06シーズンにダラス・マーベリックス史上初のNBAファイナル進出に貢献する活躍を見せた。